# Emmène-moi danser ce soir
"Emmène-moi danser ce soir" (Tag mig ud at danse i aften) er en sang med Michèle Torr, der fortæller om en husmor i 70'erne, der gerne vil have, at hendes mand er lidt opmærksom på hende som kvinde og ikke bare som en pyntedukke i huset.
Sangen, der stammer fra 1978, indgår i filmene Ma vie en rose (1997) af Alain Berliner og Trofæfruen (Potiche) (2010) af François Ozon. Den er komponeret af François Valéry og har tekst af Jean Albertini og François Valéry.